# Ulrich Radtke
Ulrich Radtke (* 12. Mai 1955 in Werther (Westf.)) ist ein deutscher Geograph. Er war vom 1. April 2008 bis März 2022 Rektor der Universität Duisburg-Essen. Seit September 2022 ist er Vorstandsvorsitzender der Stiftung Universitätsmedizin Essen.

## Leben

### Studium
Nach seinem Abitur absolvierte Radtke in der Zeit von 1974 bis 1980 ein Studium der Biologie, Geographie, Geschichte, Philosophie und Pädagogik an der Universität Düsseldorf.

### Wissenschaftlicher Werdegang
Von 1980 an arbeitete Radtke als wissenschaftlicher Mitarbeiter am Geographischen Institut der Universität Düsseldorf. Währenddessen promovierte er 1983 mit dem Thema Genese und Altersbestimmung der marinen Terrassen zwischen Civitavecchia und Monte Argentario (Mittelitalien) unter besonderer Berücksichtigung der Elektronen-Spin-Resonanz-Altersbestimmungsmethode.
1988 erfolgte die Habilitation an der Universität Düsseldorf mit dem Thema Marine Terrassen und das Problem der Meeresspiegelschwankungen – Fallstudien aus Chile, Argentinien und Barbados. 1992 trat Radtke für ein Jahr eine Professur an der Technischen Hochschule Karlsruhe an. Im folgenden Jahr wechselte er als Professor für Physische Geographie an die Universität zu Köln. 2013 übernahm er die Professur für „Global Change mit dem Schwerpunkt auf transnationalen Governancestrukturen“ an der Universität Duisburg-Essen, deren Rektor er ab 2008 war. Im April 2022 folgte ihm Barbara Albert als Rektorin der Universität Duisburg-Essen nach.
Ulrich Radtke spricht sich für die Abschaffung des Lehrstuhlprinzips aus, um die Freiheit der Lehre zu schützen und auch in Deutschland die prekäre Situation der Wissenschaftler unterhalb einer Professur zu beenden; dabei empfiehlt er die Vorlage der Jungen Akademie Berlin Brandenburg.
Er ist verheiratet und hat vier Kinder.

## Akademische Selbstverwaltung
- 2001–2003: Prodekan der Mathematisch-Naturwissenschaftlichen Fakultät der Universität zu Köln
- 1999–2001 und 2005–2007: Dekan der Mathematisch-Naturwissenschaftlichen Fakultät der Universität zu Köln
- 1. April 2008–März 2022: Rektor der Universität Duisburg-Essen
- 2014–2016: Stellvertretender Sprecher der Mitgliedergruppe Universitäten der Hochschulrektorenkonferenz (HRK)
- Seit 1. August 2016: Sprecher der Mitgliedergruppe Universitäten der Hochschulrektorenkonferenz (HRK)[3]
- 08/2016 – 07/2018: HRK Vizepräsident für Wissenstransfer in Wirtschaft und Gesellschaft
- 08/2018 – 11/2020: HRK Vizepräsident für Governance und Hochschulmanagement[4]

## Preise und Auszeichnungen
- 1989: Universitätspreis der Universität Düsseldorf für die beste Habilitation der Jahre 1987–1989.
- 1990: Bennigsen-Foerder-Preis des Landes Nordrhein-Westfalen
- Seit 2004: Mitglied der Deutschen Akademie der Naturforscher Leopoldina
- 2012: „Fundraiser des Jahres“ (Deutscher Fundraising Verband)
- 2015: Hochschulmanager des Jahres (Centrum für Hochschulentwicklung CHE und Die Zeit)[5]

## Publikationen (Auswahl)

### Fachwissenschaftliche Publikationen
- H. Gebhardt, R. Glaser, U. Radtke, P. Reuber, A. Vött (Hrsg.): Geographie – Physische Geographie und Humangeographie. Springer Spektrum Verlag, Berlin/ Heidelberg 2020, ISBN 978-3-662-58378-4.
- P. Fischer, U. Hambach, N. Klasen, P. Schulte, C. Zeeden, F. Steiniger, F. Lehmkuhl, R. Gerlach, U. Radtke: Landscape instability at the end of MIS 3 in western Central Europe: evidence from a multi proxy study on a Loess-Palaeosol-Sequence from the eastern Lower Rhine Embayment, Germany. In: Quaternary International. 26. Januar 2019, S. 119–136.
- G. Schellmann, U. Radtke, mit Beiträgen von Franziska Whelan: The Marine Quaternary of Barbados. (= Kölner Geographische Arbeiten. 81). Köln 2004, DNB 972387595.
- U. Radtke: Marine Terrassen und Korallenriffe – Das Problem der quartären Meeresspiegelschwankungen erläutert an Fallstudien aus Chile, Argentinien und Barbados. (= Düsseldorfer Geographische Schriften. 27). Düsseldorf 1989, DNB 900225688. (Habilitationsschrift)
- U. Radtke: Genese und Altersstellung der marinen Terrassen zwischen Civitavecchia und Monte Argentario (Mittelitalien) unter besonderer Berücksichtigung der Elektronenspin-Resonanz-Altersbestimmungsmethode. (= Düsseldorfer Geographische Schriften. 22). Düsseldorf 1983, DNB 840250053.

### Wissenschaftspolitische Publikationen und Beiträge

#### Differenzierung der deutschen Hochschullandschaft
- U. Radtke: Die selbsterklärten Auserwählten. Wie Clubs und Kartelle der deutschen Hochschullandschaft schaden. Offener Brief an die Universitätsrektorinnen und -rektoren sowie Universitätspräsidentinnen und -präsidenten in der HRK. 2013.[6]
- U. Radtke, U. Kunkel: Fragmenting the German Higher Education Landscape. In: Leadership and Governance in Higher Education. Band 2, 2014, S. 2–26.

Wissenschaftlicher Nachwuchs
- U. Radtke: Viele richtige Gedanken. In: duz. 09/2018, S. 40.
- U. Radtke: Es geht um Respekt. Gastbeitrag im Wissenschaftsblog von Jan-Martin Wiarda, veröffentlicht am 7. November 2018.[7]

Wissenschaftslandschaft Ruhrgebiet
- U. Radtke: Hochschullandschaft im Wandel. In: Achim Prossek, Helmut Schneider, Burkhard Wetterau, Horst A. Wessel, Dorothea Wiktorin (Hrsg.): Atlas der Metropole Ruhr. Vielfalt und Wandel des Ruhrgebiets im Kartenbild. Emons-Verlag, 2009, S. 130–131.
- U. Radtke: Die Wissenschaftslandschaft Ruhr seit der Gründung erster Universitäten in den 1960er-Jahren. In: Michael Farrenkopf, Stefan Goch, Manfred Rasch, Hans-Werner Wehling (Hrsg.): Die Stadt der Städte – Das Ruhrgebiet und seine Umbrüche. Klartext-Verlag, 2019, S. 419–423.

Weitere Themen
- U. Radtke: Ein Drahtseilakt. Persönliche Anmerkungen eines Dekans. In: Forschung & Lehre. 8/2007, S. 458–460.
- U. Radtke: Für uns ist Exzellenz in Forschung und Lehre kein Selbstzweck; Die Gesellschaft: Ein Maßstab für die Uni. In: duzAKADEMIE. 4/2011, S. 4–5.
- U. Radtke: Volkshochschulen neuer Art? In: duz. 09/2015, S. 34.
- U. Radtke: We feel offended. In: Forschung & Lehre. 6/2016, S. 465.
- U. Radtke: Hochschulrat ist eine Bereicherung. In: Forschung & Lehre. 8/2016, S. 684.
- U. Radtke: Klimaforschung, Politik und das Problem der wissenschaftlichen Glaubwürdigkeit. In: Peter Strohschneider, Günther Blamberger, Axel Freimuth (Hrsg.): Vom Umgang mit Fakten. Verlag Wilhelm Fink, 2018, S. 173–184.